# Dendropsophinae
A Dendropsophinae a kétéltűek (Amphibia) osztályába, a békák (Anura) rendjébe és a levelibéka-félék (Hylidae) családjába tartozó alcsalád. 
A Dendropsophidae családnevet a görög dendron (fa) és psophos (hang) szavakból alkották, utalva arra, hogy a békák magasan, a fákon énekelnek. Az eocén időszakban, 39,1–50,8 millió évvel ezelőtt váltak szét a Pseudinae alcsaládtól, majd a korai oligocén időszakban, 25,3–38,5 millió évvel ezelőtt alakult ki fajsokaságuk.

## Elterjedésük
Az alcsaládba tartozó nemek és fajok Mexikó déli, trópusi területeitől Közép-Amerikán át Dél-Amerika trópusi területeiig, egészen Argentína és Uruguay északi részéig honosak.

## Rendszerezésük
Az alcsalád 2016-ig a Hylinae szinonímája volt, azóta az összes jelenlegi rendszer önálló taxonként ismeri el.
Az alcsaládba tartozó nemek:
- Dendropsophus Fitzinger, 1843
- Xenohyla Izecksohn, 1998

A Xenohyla nem Brazília parti területein honos, a Dendropsophus elterjedési területe sokkal nagyobb. Xenohyla nemnek 2n=24 kromoszómája van, a Dendropsophusnak 2n=30.